# Ucraina ai XXII Giochi olimpici invernali
L''Ucraina ha partecipato ai XXII Giochi olimpici invernali' svoltisi dal 7 al 23 febbraio 2014 a Soči in Russia, con una delegazione composta da 42 atleti, di cui 19 uomini e 23 donne, impegnati in 9 discipline. Il bottino è stato di una medaglia d'oro e una di bronzo, entrambe nel biathlon femminile. Portabandiera alla cerimonia d'apertura è stata la trentottenne Valentyna Ševčenko, alla sua quinta Olimpiade.

## Medaglie

### Medagliere per discipline
| Sport    | Oro | Argento | Bronzo | Totale |
| -------- | --- | ------- | ------ | ------ |
| Biathlon | 1   | 0       | 1      | 2      |
| Totale   | 1   | 0       | 1      | 2      |

### Medaglie d'oro
| Medaglia | Nome                                                            | Sport    | Evento                     |
| -------- | --------------------------------------------------------------- | -------- | -------------------------- |
| Oro      | Vita Semerenko Julija Džyma Valentyna Semerenko Olena Pidhrušna | Biathlon | Staffetta 4x6 km femminile |

### Medaglie di bronzo
| Medaglia | Nome           | Sport    | Evento                  |
| -------- | -------------- | -------- | ----------------------- |
| Bronzo   | Vita Semerenko | Biathlon | 7,5 km sprint femminile |